# حسن الخلق (إسلام)
حسن الخلق هو المعنى الذي بحثت عنه البشرية كثيرًا، وتطلعت إليه منذ ظهور الفلاسفة منذ القدم، حسن الخُلق في الإسلام من أجل وأعظم الأشياء
تعبير يحتوي على شقين كل على حده (حُسْنُ) و(الخُلُق).
- حُسْنُ لغةً: الحُسْنُ - حُسْنُ: والجمع: مَحَاسن. (على غير قياس). الجمال. أي كلُّ مُبْهجٍ مرغوبٍ فيه.المعجم الوسيط.
- الخُلُق - خُلُق: الدين والطبع والسجية ويطلق على صفات الإنسان الباطنة التي يمكن وصفها بالحسن والقبح كالصدق والحياء والأمانة.
- الخلق: بضم أوله وثانيه، صفة راسخة في النفس تصدر عنها الأفعال.المعجم: مصطلحات فقهية[2]

## اصطلاحاً
حُسْنُ الخُلُق في الاصطلاح الشرعي:
- طلاقة الوجه، وبذل المعروف، وكف الأذى عن الناس، هذا مع ما يلازم المسلم من خلق حسن، ومدارة للغضب، واحتمال الأذى.
- وأوصى النبي ﷺ أبا هريرة بوصية عظيمة فقال: { يا أبا هريرة! عليك بحسن الخلق }. قال أبو هريرة رضي اللّه عنه: وما حسن الخلق يا رسول الله؟ قال: { تصل مَنْ قطعك، و تعفو عمن ظلمك، وتُعطي من حرمك} [رواه البيهقي].
- فإن مكارم الأخلاق صفة من صفات الأنبياء والصديقين والصالحين، بها تُنال الدرجات، وتُرفع المقامات. وقد خص اللّه جل وعلا نبيه محمداً ﷺ جمعت له محامد الأخلاق ومحاسن الآداب.

## أدلة حُسْنُ الخُلُق من القرآن الكريم
- قال الله سبحانه وتعالى في: سورة القلم ﴿وَإِنَّكَ لَعَلَى خُلُقٍ عَظِيمٍ ۝٤﴾ [القلم:4][3]
- وقال تعالى: في: سورة آل عمران ﴿وَسَارِعُوا إِلَى مَغْفِرَةٍ مِنْ رَبِّكُمْ وَجَنَّةٍ عَرْضُهَا السَّمَاوَاتُ وَالْأَرْضُ أُعِدَّتْ لِلْمُتَّقِينَ ۝١٣٣ الَّذِينَ يُنْفِقُونَ فِي السَّرَّاءِ وَالضَّرَّاءِ وَالْكَاظِمِينَ الْغَيْظَ وَالْعَافِينَ عَنِ النَّاسِ وَاللَّهُ يُحِبُّ الْمُحْسِنِينَ ۝١٣٤﴾ [آل عمران:133–134][3] وهذه من صفات المتقين الذين أعد الله لهم الجنة.[3]

• وقال سبحانه وتعالى في سورة فصلت ﴿وَلَا تَسْتَوِي الْحَسَنَةُ وَلَا السَّيِّئَةُ ادْفَعْ بِالَّتِي هِيَ أَحْسَنُ فَإِذَا الَّذِي بَيْنَكَ وَبَيْنَهُ عَدَاوَةٌ كَأَنَّهُ وَلِيٌّ حَمِيمٌ ۝٣٤ وَمَا يُلَقَّاهَا إِلَّا الَّذِينَ صَبَرُوا وَمَا يُلَقَّاهَا إِلَّا ذُو حَظٍّ عَظِيمٍ ۝٣٥﴾ [فصلت:34–35]
- وقال تعالى: في: سورة الشورى ﴿وَجَزَاءُ سَيِّئَةٍ سَيِّئَةٌ مِثْلُهَا فَمَنْ عَفَا وَأَصْلَحَ فَأَجْرُهُ عَلَى اللَّهِ إِنَّهُ لَا يُحِبُّ الظَّالِمِينَ ۝٤٠﴾ [الشورى:40][3]
- وقال تعالى: في: سورة آل عمران ﴿فَبِمَا رَحْمَةٍ مِنَ اللَّهِ لِنْتَ لَهُمْ وَلَوْ كُنْتَ فَظًّا غَلِيظَ الْقَلْبِ لَانْفَضُّوا مِنْ حَوْلِكَ فَاعْفُ عَنْهُمْ وَاسْتَغْفِرْ لَهُمْ وَشَاوِرْهُمْ فِي الْأَمْرِ فَإِذَا عَزَمْتَ فَتَوَكَّلْ عَلَى اللَّهِ إِنَّ اللَّهَ يُحِبُّ الْمُتَوَكِّلِينَ ۝١٥٩﴾ [آل عمران:159][3]
- وقال تعالى: في: سورة الأعراف ﴿خُذِ الْعَفْوَ وَأْمُرْ بِالْعُرْفِ وَأَعْرِضْ عَنِ الْجَاهِلِينَ ۝١٩٩﴾ [الأعراف:199][3]

## أدلة حُسْنُ الخُلُق من السنة النبوية
وقد حث النبي ﷺ على حسن الخلق، والتمسك به، وجمع بين التقوى وحسن الخلق، فقال عليه الصلاة والسلام:
- {أكثر ما يدخل الناس الجنة، تقوى اللّه وحسن الخلق} [رواه الترمذي والحاكم].الأثر العظيم والثواب الجزيل لهذه المنقبة المحمودة والخصلة الطيبة.
- قال: {إن الرجل ليدرك بحسن خلقه درجة الصائم القائم } [رواه أحمد].
- وعدَّ النبي ﷺ حسن الخلق من كمال الإيمان، فقال عليه الصلاة والسلام:{ أكمل المؤمنين إيماناً أحسنهم خلقاً } [رواه أحمد وأبو داود].
- ويقول رسول اللّه ﷺ: { أحب الناس إلى اللّه أنفعهم، وأحب الأعمال إلى اللّه عز وجل، سرور تدخله على مسلم، أو تكشف عنه كربة، أو تقضي ديناً، أو تطرد عنه جوعاً، ولئن أمشي مع أخي المسلم في حاجة أحب إليَّ من أن أعتكف في المسجد شهراً } [رواه الطبراني].
- قال عليه الصلاة والسلام: { اتق اللّه حيثما كنت، وأتبع السيئة الحسنة تمحُها، وخالق الناس بخُلق حسن } [رواه الترمذي].
- وعن عائشة رضي الله عنها قالت:(ما كان أحد أحسن خلقا من رسول الله ﷺ ما دعاه أحد من أصحابه ولا من أهل بيته إلا قال: لبيك، فلذلك أنزل الله عز وجل: (وإنك لعلى خلق عظيم)[4]
- والمسلم مأمور بالكلمة الهيِّنة الليِّنة لتكون في ميزان حسناته، قال عليه الصلاة والسلام: { والكلمة الطيبة صدقة } [متفق عليه].
- بل وحتى التبسم الذي لا يكلف المسلم شيئاً، له بذلك أجر: { وتبسمك في وجه أخيك صدقة } [رواه الترمذي ].[5][6]
- عن أم سلمة رضي الله عنها: قلت: يا رسول الله المرأة منا تتزوج زوجين والثلاثة والأربعة ثم تموت فتدخل الجنة ويدخلون معها، مَنْ يكون زوجها؟ قال: يا أم سلمة؛ إنها تخير فتختار أحسنهم خلقًا، فتقول: أي ربِّ إنَّ هذا كان أحسنهم معي خلقًا في دار الدنيا فزوجنيه، يا أم سلمة ذهب حسنُ الخلق بخير الدنيا والآخرة.[7]

## صفات حُسن الخُلق
1. أن يكون الإنسان كثير الحياء، قليل الأذى.
2. كثير الصلاح، صدوق اللسان قليل الكلام.
3. كثير العمل، قليل الزلل، قليل الفضول.
4. براً وصولاً، وقوراً، صبوراً، شكوراً، راضياً، حليماً، رفيقاً، عفيفاً، شفيقاً.
5. لا لعاناً ولا سباباً، ولا نماماً ولا مغتاباً، ولا عجولاً ولا حقوداً ولا بخيلاً، ولا حسوداً.
6. بشاشاً هشاشاً، يحب في اللّه، ويرضي اللّه، ولا يغضب اللّه.[8][9]

## أدعية حُسن الخُلق
- لكي يصل الإنسان إلى هذة المرتبة الايمانية لابد من التضرع لله بالدعاء فقد كان النبي ﷺ يسأل الله تعالى حسن الخلق، فروى أحمد في المسند من حديث ابن مسعود ـ رضي الله عنه ـ أنه ﷺ كان يقول: اللهم كما حسنت خلقي فحسن خلقي.
- وفي دعاء الاستفتاح الطويل الذي خرجه مسلم من حديث علي ـ رضي الله عنه ـ أنه ﷺ كان يقول: واهدني لأحسن الأخلاق لا يهدي لأحسنها إلا أنت، واصرف عني سيئها لا يصرف عني سيئها إلا أنت.
- وفي سنن أبي داود من حديث أبي هريرة ـ رضي الله عنه ـ أنه ﷺ كان يدعو ويقول: اللَّهُمَّ إِنِّي أَعُوذُ بِكَ مِنَ الشِّقَاقِ، وَ النِّفَاقِ، وَ سُوءِ الْأَخْلَاقِ.

إلى نحو هذا من الدعوات، فالزم هذه الدعوات ونحوها، وأكثر من الدعاء بأن يحسن الله خلقك ويرزقك الصبر على أولادك والحلم وكظم الغيظ.
- شرح العلامة الشيخ محمد بن صالح العثيمين شرح أحاديث رياض الصالحين باب حُسن الخُلق
- قال الحافظ النووي في كتابه رياض الصالحين في باب حسن الخلق، يعني باب الحث عليه، وفضيلته، وبيان من اتصف به من عباد الله، وحسن الخلق يكون معالله ويكون مع عباد الله.
- أما حسن الخلق مع الله: فهو الرضا بحكمه شرعاً وقدراً، وتلقي ذلك بالانشراح وعدم التضجر، وعدم الأسى والحزن، فإذا قدر الله على المسلم شيئاً يكرهه رضي بذلك واستسلم وصبر، وقال بلسانه وقلبه: رضيت بالله رباّ، وإذا حكم الله عليه بحكم شرعي؛ رضي واستسلم، وانقاد لشريعة الله عزّ وجلّ بصدر منشرح ونفس مطمئنة، فهذا حسن الخلق مع الله عزّ وجلّ.
- أما مع الخَلق فيحسن الخُلق معهم بما قاله بعض العلماء: كف الأذى، وبذل الندى، وطلاقه الوجه، وهذا حسن الخلق.

كف الأذى بألا يؤذي الناس لا بلسانه ولا بجوارحه، وبذل الندى يعني العطاء، يبذل العطاء من مال وعلم وجاه وغير ذلك، وطلاقة الوجه بأن يلاقي الناس بوجه منطلق، ليس بعبوس، ولا مصعّرٍ خده، وهذا هو حسن الخلق.